# Vitrina angelicae
Vitrina angelicae är en snäckart som beskrevs av Beck 1837. Vitrina angelicae ingår i släktet Vitrina och familjen glassnäckor. Inga underarter finns listade i Catalogue of Life.